# Justin Frankel

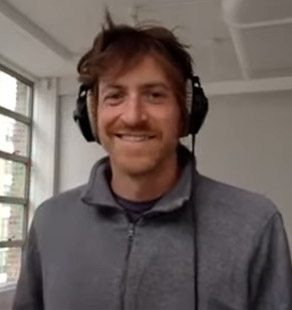
Justin Frankel

Justin Frankel (* 1978 in Sedona, Arizona) ist einer der Entwickler von Winamp und Gründer von Nullsoft sowie der Erfinder des P2P-Netzwerkes Gnutella.
Frankel gründete die Firma Nullsoft, um seine Programme Winamp und SHOUTcast zu vermarkten. 1999 kaufte AOL Nullsoft für rund 100 Millionen US-Dollar. Im Jahr 2004 verließ Frankel seine Firma, nachdem er die Filesharing-Software-Produkte Gnutella sowie WASTE ohne Einverständnis von AOL veröffentlicht hatte. Beide Male wurden die Veröffentlichungen der Produkte von AOL zurückgezogen. Nach der Abkehr von Nullsoft gründete er noch im selben Jahr sein neues Unternehmen Cockos, das vor allem für die Entwicklung der Digital Audio Workstation REAPER bekannt ist.